# سيرجي كوزنيتسوف (مخطط حضري)
سيرجي كوزنيتسوف (بالروسية: Кузнецов, Сергей Олегович)‏ هو مهندس معماري روسي، ولد في 25 يوليو 1977 في موسكو في روسيا.